# Batallón de Ingenieros de Montaña 5
El Batallón de Ingenieros de Montaña 5 "General de División Enrique Mosconi" (B Ing M 5) es una unidad táctica de ingenieros del Ejército Argentino con asiento de paz en la guarnición militar de Salta y con dependencia orgánica de la V Brigada de Montaña.

## Historia
El Batallón de Ingenieros de Montaña 5 fue creado el 1 de enero de 1994 con fuerzas de la Compañía de Ingenieros 5 y el Batallón de Ingenieros de Combate 141, con asiento de paz en la guarnición militar de Salta y con dependencia orgánica de la V Brigada de Infantería. Después la superioridad resolvió imponerle el nombre histórico en evocación al general de división ingeniero Enrique Mosconi.
En procura de formar las Fuerzas de Empleo Regional, asignaron a las brigadas de montaña de una Unidad de Ingenieros. La V Brigada Mecanizada recibió a la mencionada Unidad creada en 1994.

## Acción cívica
El B Ing M 5 provee apoyo con sus acciones a las comunidades de Salta.